# L'Algérino
L'Algérino, de son vrai nom Samir Djoghlal (en arabe : سمير جغلال), né le 2 mai 1981 à Marseille, dans les Bouches-du-Rhône, est un rappeur et chanteur franco-algérien[source insuffisante].
Ami d'enfance des rappeurs Soprano et Alonzo, il est découvert en 2001 par le rappeur Akhenaton, membre du groupe IAM, qui le signe sur son label 361 Records et dans lequel il publie son premier album, Les derniers seront les premiers, en avril 2005. Depuis, il compte neuf albums studios ; le dernier, intitulé Moonlight, est sorti le 18 juin 2021.

## Biographie
Samir Djoghlal est né le 2 mai 1981, à Marseille, de parents algériens chaouis originaires de Khenchela,, et a grandi dans le quartier de La Savine (Quartier Nord)dans le 15ème arrondissement.  Même s'il commence la musique très tôt, il confie qu'il n'était au départ pas destiné à faire du rap, puisqu'après l'obtention de son baccalauréat scientifique à l'issue de sa scolarité au lycée Saint-Exupéry (Marseille), il s'oriente vers une formation d'ingénieur ou de professeur de mathématiques. C'est par la suite qu'il se consacre davantage au rap.

### Début
L'Algérino est produit à ses débuts par Hichem Gombra et Hafid Fédaouche (HF Production), avec qui il enregistre son premier maxi deux titres intitulé T'sais c'est qui qui cause ? dont l'instrumental est composée par Soprano des Psy 4 de la rime. Il est découvert en 2001 par Akhenaton, membre du groupe IAM, qui le signe sur son label 361 Records.

### Les derniers seront les premiersetMentalité pirate(2005-2007)
Son premier album, Les derniers seront les premiers, est distribué par Naïve Records et publié le 5 avril 2005,. Le groupe lui offre les premières parties de leurs concerts, avec les Psy4 De La Rime. Lors d'un concert à Chambéry, L'Algérino et Sinik se partagent l'affiche et se rencontrent pour la première fois. C'est à Paris qu'ils se rencontrent à nouveau à plusieurs reprises et envisagent d'avancer ensemble à la suite du départ de Sam 361 Records. À 25 ans, L’Algérino devient le premier artiste marseillais signé sur un label parisien indépendant, Six-O-Nine. L'Algérino publie son second album intitulé, Mentalité pirate qui sort le 26 mars 2007, qui le fait connaître grâce aux chansons L'envie de vaincre, Fleur fanée, Johnny Hama et Entre deux flammes. Il collabora ensuite plusieurs fois avec Kore sur la compilation rai'n'b fever 3. Leur collaboration se poursuivra ensuite pour son album effet miroir, la bande originale de Taxi 5 et international.

### Effet mirroir,C'est correctetAigle royal(2010-2014)

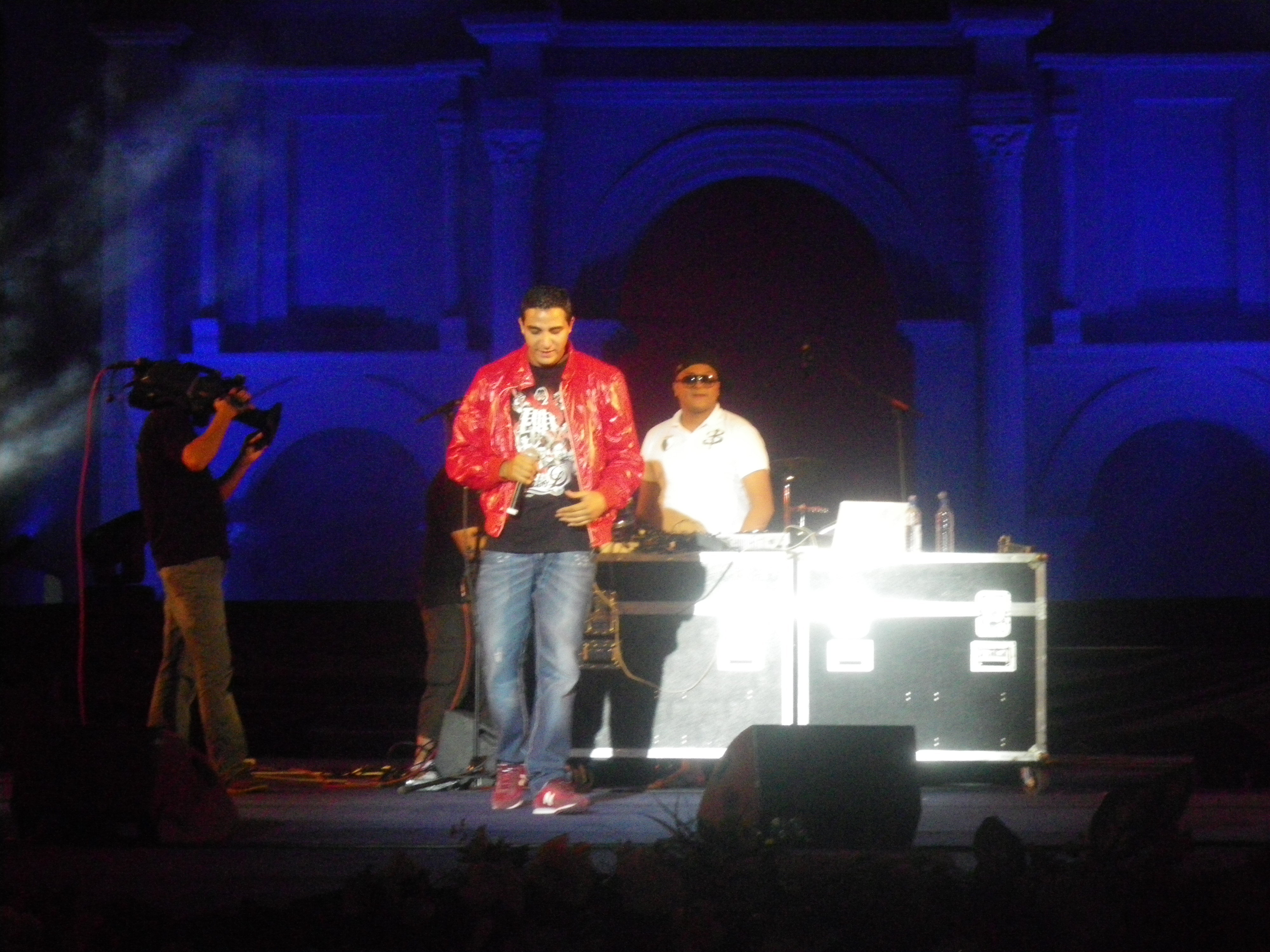
L'Algérino au festival international de musique de Timgad en 2010

L'Algérino publie son troisième album, Effet miroir, le 29 mars 2010, qui atteint la 20e place des classements français. Le premier single s'intitule Sur la tête de ma mère : « Samedi soir, pleine lune, les loups sortent de leurs tanières, les louves se font belles, s’habillent de la plus belle des manières ». Fin 2011, le rappeur marseillais publie son quatrième album, C’est correct, dont le single Avec le sourire, une chanson reggae, fait le tour des radios ; l'album atteint la 26e place des classements français. Aigle royal, son album suivant, est publié en 2014 chez Monstre Marin Corporation le label de Maître Gims.

### Oriental DreametBanderas(2015-2016)
Il publie son sixième album intitulé Oriental Dream chez Black Pearl Music le 23 octobre 2015, comprenant notamment Marrakech Saint Tropez, une reprise du titre Sen Trope du chanteur de tchalga bulgare Azis, qui atteint la 20e place des classements français. Le 28 octobre 2016, il sort son septième album Banderas. Une semaine après sa sortie, l'album s'est écoulé à 5 858 exemplaires. Ces deux albums ont un grand succès en France.

### International(2018-2020)
Le 22 juin 2018, il sort son huitième album intitulé International qui contient de nombreux featurings avec Soolking, Soprano, Alonzo, Naps et Boef. Il est certifié disque d'or en janvier 2019 grâce notamment aux titres Va Bene qui est la bande annonce du film Taxi 5, Adios avec Soolking et le tube Les menottes.

### 13'Organisé,MoonlightetV13(2020-2021)
Le 9 octobre 2020, il participe au projet collectif marseillais 13'Organisé, regroupant une cinquantaine de rappeurs de la ville, à l'initiative de Jul. L'album sera certifié disque de platine.
Parallèlement, il travaille sur son neuvième album, et sort notamment les singles La Vida avec Soprano et Moula Max avec Heuss l'Enfoiré respectivement en avril et juillet 2020. Précède notamment d’un autre single, Sapapaya avec Jul et SCH sorti en mai 2021,, Moonlight, qui contient vingt pistes, sort le 18 juin 2021,.
Les labels OM Records et B18 PROD sortent l'album multi-artistes V13 le 2 juillet 2021 où participent notamment Soprano, Jul, Naps, Alonzo, L'Algérino, Le Rat Luciano, TK, Al La Scampia, Graya, Saf, Thabiti, Elams, Sysa, Kofs, YL,,.

## Discographie

### Singles
- 2005 : 
  - On est là !
  - Témoin muet
- 2007 : 
  - L'envie de vaincre
- 2010 : 
  - Sur la tête de ma mère
  - Trinité (feat. Indila)
  - Marseille by Night (feat. Nassi)
  - Tireur de coup franc
  - Dérapage contrôlé
  - Pas là pour leur plaire
- 2011 : 
  - Avec le sourire
  - Classi (feat. Kader Japonais)
  - Allô Maman
  - Bayna
- 2012 : 
  - Le sens de la vie (feat. Tal)
- 2013 : 
  - Wesh Dani
- 2014 : 
  - Les bronzés font du biff
  - Ça va aller
- 2015 : 
  - On m'a dit (feat. Jul)
  - Hajabtini Nti (feat. Cheb Ghazel)
  - Le prince de la ville
  - Marrakech St-Tropez (feat. Florin Salam)
  - Diggi Style
  - Bawa
  - Hasni
- 2016 : 
  - Banderas
  - Panama  Or
  - Si tu savais
  - Miz'Amor
  - Savastano (feat. Alonzo)
- 2017 : 
  - Seni Seni
  - Désolé Mama
  - Les menottes  Platine
- 2018 : 
  - Va Bene (Extrait de la BOF de Taxi 5)  Diamant
  - International  Or
  - Holà (feat. Boef)
  - Adiós (feat. Soolking)  Or
- 2019 : 
  - Sourire (feat. Shy'm)
  - Algérie Mi Amor
  - Il est où ?
  - Mention Max
  - Les princes de la nuit (feat. Sofiane)
- 2020 : 
  - La vida (feat. Soprano)
  - Moula Max (feat. Heuss l'Enfoiré)
  - Oh mon papa (feat. Emma Cerchi)
- 2021 : 
  - Sapapaya (feat. SCH & Jul)  Or
  - La Boca (feat. Tayna (en))
- 2022 : 
  - Sensación
- 2023 : 
  - Aye Ayo (feat. Skalpovich)
  - Briser mes rêves (Extrait de la BOF de Les Déguns 2)
  - La mentale (feat. Kofs)
- 2024 :
  - Roméo (feat. Soolking)
  - Ça ira
- 2025 :
  - La gari (feat. Franglish & Alonzo)
  - Au soleil (feat. Josas)

### Collaborations
- 2011 : Sniper feat. Reda Taliani, Sinik, Leck, L'Algérino, Rim'K, Mister You, Haroun, Médine, Bakar et Mokless - Arabia (Remix All Stars)
- 2012 : Alonzo feat. Fahar, Kalif Hardcore, L'Algérino et MOH - Bête et méchant (sur l'album Amour, gloire et cité )
- 2012 : Alonzo feat. L'Algérino - Venga venga (sur l'album Un dernier coup d'œil dans le rétroviseur )
- 2012 : Tal feat. L'Algérino - Le sens de la vie (sur l'album Le Droit de rêver)
- 2014 : DJ Kayz feat. L'Algérino - Grosse garde robe (sur l'album Paris Oran New York)
- 2017 : Naps feat. L'Algérino - La tchatche (sur la mixtape En équipe, Vol. 1 )
- 2019 : Soso Maness feat. L'Algérino - À la muerte (sur l'album Rescapé )
- 2019 : Shy'm feat. L'Algérino - Sourire (sur l'album Agapé )
- 2020 : L'Algérino, Alonzo, Stone Black, Le Rat Luciano, SCH, Jul, As et Veazy - L'étoile sur le maillot (sur l'album 13'Organisé)
- 2020 : Sat l'Artificier, Alonzo, Kofs, Naps, SCH, Jul, Kamikaz et L'Algérino - C'est maintenant (sur l'album 13'Organisé)
- 2020 : Le Rat Luciano, Soprano, Jul, L'Algérino, Sysa, Solda, Menzo, Stone Black et Fahar - Tout a changé (sur l'album 13'Organisé)
- 2020 : Akhenaton, Jul, L'Algérino, Alonzo, Shurik'n, Fahar, SCH et Le Rat Luciano - Je suis Marseille (sur l'album 13'Organisé)
- 2020 : Soolking feat. Lynda Sherazade, Heuss l'Enfoiré, L'Algérino et Franglish - Jennifer Remix (sur la réédition de l'album Geanforth Vintage)
- 2020 : Alonzo feat. L'Algérino - Faim d'Europe
- 2020 : Jul feat. Alonzo et L'Algérino - Hold-Up (sur l'album Loin du monde)
- 2021 : Tayna (en) feat L'Algérino - Moona
- 2021 : Alonzo feat. Soolking et L'Algérino - Dinero (sur la mixtape Capo dei Capi Vol. III)
- 2024 : Sat l'Artificier, L'Algérino, Jul, Fahar, Alonzo, Le Rat Luciano, Menzo, Don Choa, As, Vincenzo, Soprano, DJ Djel - Sous le soleil (sur l'album 13'Organisé 2)